# Втора пехотна тракийска дивизия
Втора пехотна тракийска дивизия е българска военна част.

## Формиране и състав
Втора пехотна тракийска дивизия е формирана под името Пета пеша бригада съгласно указ № 61 от 23 декември 1885 на княз Александър I Батенберг, по предложение № 244 от същата дата на военния министър майор Константин Никифоров и съгласно мнението на Министерския съвет. В състава на бригадата влизат 9-и пехотен пловдивски полк и 10-и пехотен родопски полк.
През 1892 г. се преобразува във 2-ра пехотна тракийска дивизия в състав 1-ва, 2-ра и 3-та пехотни бригади: 9-и Пловдивски, 21 Средногорски, 27-и Чепински, 28-и Стремски, 39-и Солунски и 40-и Беломорски пехотни полкове, 3-ти артилерийски полк.
Към 1907 г. дивизията е в следния състав:
- 1 бригада с щаб в Пловдив
  - 9-и пехотен пловдивски полк с щаб в Пловдив
  - 21-ви пехотен средногорски полк с щаб в Асеновград
- 2 бригада с щаб в Пазарджик
  - 27-и пехотен чепински полк с щаб в Пазарджик
  - 28-и пехотен стремски полк с щаб в Левскиград

През 1919 г. се трансформира в пехотен полк. През 1928 година дивизията е възстановена.

## Балкански войни (1912 – 1913)
През Балканската война (1912 – 1913) дивизията е разделена на две части. Първа и Трета бригада образуват ядрото на Родопския отряд, който участва в боевете от 5 до 23 октомври 1912 г. за завладяване на Разлога при Аврамово, Веница, Таш Боаз, Фотен, Лилково, Дьовлен, Якоруда, Мехомия, Елешница, Дервент, Неврокоп, Просечен и пред Драма. Втора бригада е основата на Хасковския отряд, който действа в Източните Родопи и превзема Кърджали и Даръдере.
На 5 ноември 1912 г. участва в боя при Иеникьой и Курулар.
През Междусъюзническа война дивизията участва в боевете за завладяване на билото на Серта планина, Градец, провели се на 17 и 18 юни, в боевете за завладяване на Криволашките позиции а 19, 20 и 21 юни и в боевете при Беаз тепе, в. Занога, в. Кавица, в Панорица от 13 до 17 юли.

## Първа световна война (1915 – 1918)
През Първата световна война (1915 – 1918) дивизията влиза в състава на 2-ра армия и има следното командване и състав:

### Командване и състав
Щаб на дивизията
- Началник на дивизията – генерал-майор Димитър Гешев
- Началник на щаба на дивизията – от Генералния щаб, подполковник Петър Мидилев, от Генералния щаб, подполковник Георги Капитанов
- Дивизионен инженер и командир на 2-ра пионерна дружина – военен инженер, подполковник Никола Попов
- Дивизионен лекар – санитарен полковник д-р Владимир Руменов
- Дивизионен интендант – подполковник Кръстьо Бекяров
- Командир на 2-ри дивизионен ескадрон – ротмистър Васил Попов

Първа бригада
- Командир на бригадата – от Генералния щаб, полковник Александър Цветков, полковник Юрдан Георгиев (от 1917)
- Началник на Щаба на бригадата – капитан Георги Янчев
  - Командир на 9-и пехотен пловдивски полк – подполковник Димо Христов
  - Командир на 21-ви пехотен средногорски полкполк – полковник Климент Джеров

Втора бригада
- Командир на бригадата – от Генералния щаб, полковник Христо Чаръкчиев, от Генералния щаб, полковник Константин Живков
- Началник на Щаба на бригадата – капитан Здравко Георгиев
  - Командир на 27-и пехотен чепински полк – от Генералния щаб, подполковник Стефан Рачев
  - Командир на 28-и пехотен стремски полк – полковник Илия Раев

Трета бригада
- Командир на бригадата – полковник Лазар Козаров
- Началник на Щаба на бригадата – от Генералния щаб, капитан Крум Пинтев
  - Командир на 43-ти пехотен полк – подполковник Христо Брайков
  - Командир на 44-ти пехотен полк – от Генералния щаб, подполковник Иван Бочев

Втора артилерийска бригада
- Командир на бригадата – полковник Иван Марков
  - Командир на 3-ри артилерийски полк – подполковник Петър Галунски
  - Командир на 13-и артилерийски полк – подполковник Васил Савов

Части придадени към дивизията
- Командир на 10.5 см. артилерийско отделение – полковник Никола Брадинов – артилерийски инженер, подполковник Иван Додов

### Боен път
Втора пехотна тракийска дивизия участва в боевете при Велес, Щип и Куманово.
От 1 октомври до 30 ноември 1915 г. дивизията отбранява участъка между долините на реките Струма и Места. Това включва линията р. Струма – с. Горно Спанчево – Баба Тумбеси – връх Ляски – Долно Дреново – р. Бистрица – с. Доспат – Гьоз тепе – с. Тригра и взема участие в подкрепа на Четиринадесети пехотен македонски полк в боевете с англичаните и французите при Злешево, Орманли, Галаш, Висок камък, Фурка и Плавуш.
От 8 до 18 август 1916 г. дивизията участва в боевете на позицията на Южния фронт: връх Дуб, западния бряг на Дойранското езеро, (северно от гр. Дойран) с. Николич – Висока чука – кота 1150.

## Втора световна война (1941 – 1945)
Дивизията е изпратена на Прикриващия фронт от 1940 до 1943 г. През 1944 г. е мобилизирана и влиза в състава на Първа армия.
Участва в (Страцинско-Кумановската операция). Сражава се при Крива паланка, Девебаир, Страцин, Стражин, Куманово, река Пчиня, Нови чифлик. Дава 1001 убити и 1320 ранени. За проявен героизъм на бойците от дивизията при Стражин тя е наименувана „Втора пехотна тракийска стражинска дивизия“.
Към 1944 г. дивизията е в следния състав:
- Командир – ген.-майор Никола Генчев
- Помощник-командир – полк. Делчо Андонов
- Началник-щаб – подполк. Иван Кирчев
- Съветник – полк. Афанасий Заматаев

Състав от 13 171 души:
- 9-и пехотен пловдивски полк
  - Командир – полк. Иван Бонев
  - Помощник-командир – Петър Стоянов
- 21-ви пехотен средногорски полк
  - Командир – подполк. Стоян Колев
  - Помощник-командир – Васил Балевски
- 27-и пехотен чепински полк
  - Командир – полк. Борис Славов
  - Помощник-командир – Стоян Попов
  - Помощник-командир – Атанас Семерджиев (от 28 ноември 1944)
- 36-и пехотен козлодуйски полк
  - Командир – полк. Павел Панов
  - Помощник-командир – Трифон Трифонов
- 3-ти дивизионен артилерийски полк
  - Командир – подполк. Васил Попненчев
  - Помощник-командир – Христо Каламов
- Дивизионни части
  - 2-ра дивизионна инженерно-щурмова дружина
  - 2-ра дивизионна свързочна дружина
  - 2-ра дивизионна бронеизтребителна дружина
  - 2-ра дивизионна тежкокартечна дружина
  - 2-ра дивизионна интендантска дружина
  - 2-ра дивизионна коларопревозна дружина
  - 2-ра дивизионна лечебница
  - 2-ра дивизионна противо-въздушна батарея
  - 2-ри дивизионна военно-полицейски ескадрон
  - 2/2 етапна дружина

## Наименования
През годините дивизията носи различни имена според претърпените реорганизации:
- Пета бригада (23 декември 1885 – 1892)
- Втора пехотна тракийска дивизия (1892 – 1920)
- Втори пехотен тракийски полк (1920 – 1938)
- Втора пехотна тракийска дивизия (1938 – 1950)

## Началници
Званията са към датата на заемане на длъжността.
| # | звание        | име                 | дати                                  |
| - | ------------- | ------------------- | ------------------------------------- |
| ? | Полковник     | Сава Муткуров       |                                       |
| ? | Полковник     | Данаил Николаев     | септември 1887 – 8 февруари 1891      |
| ? | Майор         | Никола Бочев        | от 12 февруари 1891                   |
| ? | генерал-майор | Никола Иванов       | март 1903 – 1907                      |
| ? | полковник     | Иван Фичев          | 1907 – 1910                           |
| ? | полковник     | Стилиян Ковачев     | 1910 – 1912                           |
| ? | полковник     | Димитър Гешов       | 24 декември 1912 – декември 1916      |
| ? | генерал-майор | Христо Бурмов       | 20 май 1917 – юли 1918                |
| ? | генерал-майор | Иван Русев          | юли 1918 – края на войната            |
| ? | генерал-майор | Асен Николов        | 16 септември 1918 – 20 септември 1918 |
| ? | полковник     | Константин Георгиев | след войната                          |
| ? | Полковник     | Тодор Нейков        |                                       |
| ? | полковник     | Димитър Настев      | от 28 декември 1927                   |
| ? | Полковник     | Иван Бангеев        | 1927 – 1930                           |
| ? | Полковник     | Иван Филипов        | 1930 – 1931                           |
| ? | полковник     | Стефан Цанев        | 1931 – 1934                           |
| ? | генерал-майор | Тодор Радев         | 1934 – 1934                           |
| ? | Полковник     | Атанас Драгиев      | от 1934                               |
| ? | Полковник     | Христо Луков        | 1935 – 1935                           |
| ? | Полковник     | Георги Тунтев       | 1935 – 1935                           |
| ? | Полковник     | Светослав Попов     | 1935                                  |
| ? | генерал       | Иван Тодоров        | 1935 – ?                              |
| ? | генерал       | Иван Марков         | 1936 – 1938                           |
| ? | полковник     | Асен Николов        | март 1938 – декември 1941             |
| ? | Полковник     | Кирил Попбожилов    | 1943 – 13 септември 1944              |
| ? | генерал-майор | Никола Генчев       | 14 септември 1944 – юли 1945          |
| ? | Подполковник  | Стефан Терзиев      | от 1945                               |
| ? | Подполковник  | Димитър Братанов    | 1945 – 1947                           |
| ? | Полковник     | Делчо Симов         | до октомври 1948                      |
| ? | Полковник     | Методи Христов      | октомври 1948 – февруари 1950 г.      |
| ? | Полковник     | Иван Врачев         | 6 март 1950 – януари 1951             |